# 미국의 인권
미국의 인권은 미국 헌법에 의해 보장되어 있으나, 역사적으로 여러 가지 인권 문제들이 존재해 왔다. 현재로서의 인권 문제는 선진국들 중에 빈부격차가 심하며 진보세력으로부터 인도주의적 복지가 부족하다는 비판이 있다.
미국에서 인권은 미국 헌법(특히 권리장전), 주 헌법, 조약 및 국제관습법, 의회와 주 의회에서 제정한 법률, 주정부에 의해 법적으로 보호되는 일련의 권리로 구성된다. 국민투표와 시민 발의. 연방정부는 비준된 헌법을 통해 시민과 (어느 정도) 비시민에게 양도할 수 없는 권리를 보장했다. 이러한 권리는 헌법 개정, 법률 및 사법 판례를 통해 시간이 지남에 따라 발전해 왔다. 권리 자체와 함께 이러한 권리를 부여받은 인구의 비율도 시간이 지남에 따라 확대되었다. 미국 내에서는 연방 법원이 국제 인권법에 대한 관할권을 갖는다.
미국은 다양한 조직에서 인권 부문에서 높은 평가를 받고 있다. 예를 들어, 세계 자유 지수(Freedom in the World index)는 2021년 현재 100점 만점에 83점을 얻어 시민적, 정치적 권리에 있어서 인간의 자유가 가장 높은 범주에 속하는 미국을 나열한다. 국경 없는 기자회가 발표한 언론 자유 지수는 미국을 '만족스러운 상황'을 가진 국가 중 가장 높은 범주에 속하며, 이코노미스트 인텔리전스 유닛이 발표한 민주주의 지수는 미국을 '결함이 있는 민주주의'로 분류한다. 높은 순위에도 불구하고 인권 문제는 여전히 발생하고 있다.

## 같이 보기
- 아프리카계 미국인
- 테러와의 전쟁